# Grand Prix i backhoppning
Grand Prix är en årlig sommartävling i backhoppning, som organiseras av Internationella skidförbundet (FIS). Tävlingen arrangerades för första gången sommaren 1994 och arrangeras på backar med plast- eller gräsytor. Det arrangeras cirka 10 tävlingar per sommar (mellan juli och oktober). 

## Resultat

### Herrar
| Säsong | Vinnare               | Tvåa               | Trea                  |
| ------ | --------------------- | ------------------ | --------------------- |
| 1994   | Takanobu Okabe        | Ari-Pekka Nikkola  | Andreas Goldberger    |
| 1995   | Andreas Goldberger    | Kazuyoshi Funaki   | Ari-Pekka Nikkola     |
| 1996   | Ari-Pekka Nikkola     | Mika Laitinen      | Masahiko Harada       |
| 1997   | Masahiko Harada       | Espen Bredesen     | Martin Höllwarth      |
| 1998   | Masahiko Harada       | Kazuyoshi Funaki   | Martin Schmitt        |
| 1999   | Sven Hannawald        | Andreas Goldberger | Janne Ahonen          |
| 2000   | Janne Ahonen          | Matti Hautamäki    | Hideharu Miyahira     |
| 2001   | Adam Małysz           | Andreas Goldberger | Stefan Horngacher     |
| 2002   | Andreas Widhölzl      | Janne Ahonen       | Clint Jones           |
| 2003   | Thomas Morgenstern    | Akseli Kokkonen    | Martin Höllwarth      |
| 2004   | Adam Małysz           | Martin Höllwarth   | Daniel Forfang        |
| 2005   | Jakub Janda           | Wolfgang Loitzl    | Thomas Morgenstern    |
| 2006   | Adam Małysz           | Wolfgang Loitzl    | Andreas Kofler        |
| 2007   | Thomas Morgenstern    | Adam Małysz        | Gregor Schlierenzauer |
| 2008   | Gregor Schlierenzauer | Simon Ammann       | Michael Uhrmann       |
| 2009   | Simon Ammann          | Robert Kranjec     | Adam Małysz           |
| 2010   | Daiki Itō             | Kamil Stoch        | Adam Małysz           |
| 2011   | Thomas Morgenstern    | Kamil Stoch        | Tom Hilde             |
| 2012   | Andreas Wank          | Jurij Tepeš        | Taku Takeuchi         |
| 2013   | Andreas Wellinger     | Jernej Damjan      | Anders Bardal         |
| 2014   | Jernej Damjan         | Phillip Sjøen      | Taku Takeuchi         |
| 2015   | Kento Sakuyama        | Kenneth Gangnes    | Robert Kranjec        |
| 2016   | Maciej Kot            | Andreas Wellinger  | Kamil Stoch           |
| 2017   | Dawid Kubacki         | Anže Lanišek       | Junshirō Kobayashi    |
| 2018   | Jevgenij Klimov       | Karl Geiger        | Piotr Żyła            |
| 2019   | Dawid Kubacki         | Yukiya Satō        | Timi Zajc             |
| 2020   | Dawid Kubacki         | Kamil Stoch        | Piotr Żyła            |
| 2021   | Halvor Egner Granerud | Dawid Kubacki      | Jan Hörl              |
| 2022   | Dawid Kubacki         | Manuel Fettner     | Kamil Stoch           |
| 2023   | Vladimir Zografski    | Gregor Deschwanden | Ren Nikaidō           |

### Damer
| Säsong | Vinnare                     | Tvåa                | Trea               |
| ------ | --------------------------- | ------------------- | ------------------ |
| 2012   | Sara Takanashi              | Alexandra Pretorius | Daniela Iraschko   |
| 2013   | Sara Takanashi              | Coline Mattel       | Katja Požun        |
| 2014   | Sara Takanashi              | Katharina Althaus   | Irina Avvakumova   |
| 2015   | Sara Takanashi              | Yūki Itō            | Nita Englund       |
| 2016   | Sara Takanashi              | Carina Vogt         | Irina Avvakumova   |
| 2017   | Sara Takanashi              | Irina Avvakumova    | Maren Lundby       |
| 2018   | Sara Takanashi              | Ema Klinec          | Maren Lundby       |
| 2019   | Sara Takanashi Nika Križnar |                     | Juliane Seyfarth   |
| 2020   | Nika Križnar                | Marita Kramer       | Ema Klinec         |
| 2021   | Urša Bogataj                | Sara Takanashi      | Marita Kramer      |
| 2022   | Urša Bogataj                | Nika Križnar        | Joséphine Pagnier  |
| 2022   | Nika Križnar                | Sara Takanashi      | Alexandria Loutitt |

### Mixed-Team
Tabellen visar antal vinster i mixed-team tävlingar som hölls sedan 2017 men inte varje år.
| Plats | Namn      | Antal |
| ----- | --------- | ----- |
| 1.    | Japan     | 3     |
|       | Österrike | 3     |
| 3.    | Tyskland  | 2     |
|       | Norge     | 2     |